# Чихтисовы
Чихти́совы (осет. Чихтистæ) — дигорская фамилия.

## Происхождение
По преданию, фамилия произошла от Чихтиса — сына Малцага, внука Сата. Чихтис вместе с братом Бетаном проживал в дигорском селении Лезгора. Во времена эпидемии холеры Чихтис вместе с семьёй обосновался в сел. Стур-Дигора. По другой версии, Чихтис был беженцем из Ассии (Балкария), обосновавшимся в с. Стур Дигора в Дигорском ущелье. Там он женился и дал начало новой фамилии от своего имени. После революции Чихтисовы перебрались на равнину — часть осела в селении Секер (Новый Урух), а другая часть — в селе Сурх-Дигора.

## Генеалогия
Родственной фамилией (осет. æрвадæлтæ) Чихтисовых являются Бетановы.

### Генетическая генеалогия
276887 — Chikhtisov — G2a2b2a1c1a2 (G2a3b1a3a1b)
OSE-122 — Чихтисов — G2-P303 > G2a2b2a1a1c1a1a2b5 (G-FT8419)

## Известные представители
- Арсен Алибекович Чихтисов (1983) — мастер спорта по вольной борьбе и комплексному единоборству. Депутат городской Думы г. Благовещенск.
- Руслан Авданович Чихтисов (1975) — кандидат социологических наук, доцент кафедры социологии и политологии исторического факультета СОГУ.